# Bugs Bunny/Looney Tunes All-Star 50th Anniversary
Bugs Bunny/Looney Tunes All-Star 50th Anniversary, anche noto col titolo Looney Tunes 50th Anniversary, è un mediometraggio televisivo di genere falso documentario diretto da Gary Weis. Prodotto dalla Broadway Video e distribuito dalla Warner Bros. Television, fu trasmesso sulla CBS il 14 gennaio 1986.

## Trama
Il 10 settembre 1985, presso il Museum of Modern Art, si tiene una serata di gala in apertura della mostra Warner Bros. Cartoons Golden Jubilee. Per l'occasione vengono intervistate numerose celebrità dello spettacolo che rivelano molto seriamente i loro pensieri più intimi, alcuni dei quali amari o malinconici, sui personaggi Looney Tunes (in particolare Bugs Bunny, Daffy Duck, Porky Pig e Taddeo) come se questi ultimi esistessero realmente, raccontando aneddoti su di loro. Le interviste vengono intervallate da brani dei cortometraggi e interviste reali a Chuck Jones, Friz Freleng e Mel Blanc che parlano della creazione e caratterizzazione dei personaggi.

## Edizioni home video
Trasmesso in televisione una sola volta, il film fu pubblicato in DVD-Video in America del Nord in due parti, come contenuto speciale, nel primo e terzo disco della raccolta Looney Tunes Golden Collection: Volume 2 distribuita il 2 novembre 2004; i DVD furono pubblicati in Italia il 16 marzo 2005 nella collana Looney Tunes Collection, coi titoli Bugs Bunny: Volume 2 e Titti & Silvestro, e il film vi è presente in inglese sottotitolato. Fu poi incluso nel secondo disco della raccolta Blu-ray Disc Bugs Bunny 80th Anniversary Collection, uscita in America del Nord il 1º dicembre 2020.